# Andy Devine
Andrew Vabre Devine (Flagstaff, 7 ottobre 1905 – Orange, 18 febbraio 1977) è stato un attore statunitense.

## Biografia
Andy Devine è stato uno dei grandi caratteristi del cinema western, recitando in più di 170 film. Corpulento, paffuto, prototipo del personaggio simpatico e scanzonato, ha lavorato con registi importanti quali John Ford, Henry Hathaway, George Cukor, Michael Curtiz.
Ebbe l'abilità di passare con disinvoltura da film di serie B a produzioni importanti che hanno segnato il cinema, tra cui Ombre rosse, L'uomo che uccise Liberty Valance e La conquista del West.
A partire dagli anni cinquanta sono numerose anche le sue apparizioni in serie televisive di successo: Ai confini della realtà, Gunsmoke, Bonanza e Flipper. Le sue ultime apparizioni sono in pellicole Disney.
È morto nel 1977, a 71 anni.

## Premi principali
- 2 Stelle alla Hollywood Walk of Fame: Categoria Star della Radio, 6258 Hollywood Blvd.; Categoria Star della TV, 6366 Hollywood Blvd.

## Filmografia parziale

### Cinema
- The Collegians, regia di Wesley Ruggles - cortometraggio (1926)
- Around the Bases, regia di Wesley Ruggles - cortometraggio (1927)
- The Relay, regia di Wesley Ruggles - cortometraggio (1927)
- That's My Daddy, regia di Fred C. Newmeyer e Reginald Denny (1927)
- Soldato in gonnella (Finders Keepers), regia di Wesley Ruggles (1928)
- We Americans, regia di Edward Sloman (1928)
- Primo amore (Lonesome), regia di Pál Fejös (1928)
- L'arca di Noè (Noah's Ark), regia di Michael Curtiz (1928)
- Red Lips, regia di Melville W. Brown (1928)
- Monella bionda (Naughty Baby), regia di Mervyn LeRoy (1928)
- Gambette indiavolate (Why Be Good?), regia di William A. Seiter (1929)
- Trafalgar (The Divine Lady), regia di Frank Lloyd (1929)
- La studentessa dinamica (Hot Stuff), regia di Mervyn LeRoy (1929)
- Heroes of the Flames, regia di Robert F. Hill (1931)
- The All-American, regia di Russell Mack e, non accreditato, George Stevens (1932)
- Tre maniere d'amare (Three Wise Girls), regia di William Beaudine (1932)
- Man Wanted, regia di William Dieterle (1932)
- The Impatient Maiden, regia di James Whale (1932)
- Il figlio del disertore (Tom Brown of Culver), regia di William Wyler (1932)
- Mary a mezzanotte (Midnight Mary), regia di William A. Wellman (1933)
- The President Vanishes, regia di William A. Wellman (1934)
- Stingari il bandito sentimentale (Stingaree), regia di William A. Wellman (1934)
- Straight from the Heart, regia di Scott R. Beal (1935)
- Cuori incatenati (Way Down East), regia di Henry King (1935)
- Giulietta e Romeo (Romeo and Juliet), regia di George Cukor (1936)
- La provinciale (Small Town Girl) regia di William A. Wellman (1936)
- È nata una stella (A Star is Born), regia di George Cukor (1937)
- The Road Back, regia di James Whale (1937)
- Double or Nothing, regia di Theodore Reed (1937)
- Parata notturna (You're a Sweetheart), regia di David Butler (1937)
- L'incendio di Chicago (In Old Chicago), regia di Henry King (1937)
- Doctor Rhythm, regia di Frank Tuttle (1938)
- Man from Montreal, regia di Christy Cabanne (1939)
- Ombre rosse (Stagecoach), regia di John Ford (1939)
- Prime armi (The Spirit of Culver), regia di Joseph Santley (1939)
- I ribelli del porto (Little Old New York), regia di Henry King (1940)
- Zona torrida (Torrid Zone), regia di William Keighley (1940)
- La vendetta dei Dalton (When the Daltons Rode), regia di George Marshall (1940)
- La valle dei forti (Trail of the Vigilantes), regia di Allan Dwan (1940)
- L'ammaliatrice (The Flame of New Orleans) regia di René Clair (1941)
- Odio di sangue (Badlands of Dakota), regia di Alfred E. Green (1941)
- A sud di Tahiti (South of Tahiti), regia di George Waggner (1941)
- Frutto acerbo (Between Us Girls), regia di Henry Koster (1942)
- I rinnegati della frontiera (Frontier Badmen), regia di Ford Beebe (1943)
- Alì Babà e i 40 ladroni (Ali Baba and the Forty Thieves), regia di Arthur Lubin (1944)
- Due gambe... un milione! (Bowery to Broadway), regia di Charles Lamont (1944)
- La città proibita (Frisco Sal), regia di George Waggner (1945)
- La schiava del Sudan (Sudan), regia di John Rawlins (1945)
- Meravigliosa illusione (That's the Spirit), regia di Charles Lamont (1945)
- Fiamma dell'ovest (Frontier Gal), regia di Charles Lamont (1945)
- I conquistatori (Canyon Passage), regia di Jacques Tourneur (1946)
- I briganti (The Michigan Kid), regia di Ray Taylor (1947)
- Il ritorno dei vigilanti (The Vigilantes Return), regia di Ray Taylor (1947)
- La vergine di Tripoli (Slave Girl), regia di Charles Lamont (1947)
- Texas selvaggio (The Fabulous Texan), regia di Edward Ludwig (1947)
- Donne e avventurieri (Old Los Angeles), regia di Joseph Kane (1948)
- L'eroica legione (The Gallant Legion), regia di Joseph Kane (1948)
- Che vita con un cow boy! (Never a Dull Moment), regia di George Marshall (1950)
- La prova del fuoco (The Red Badge of Courage), regia di John Huston (1951)
- La roccia di fuoco (New Mexico), regia di Irving Reis (1951)
- L'assalto delle frecce rosse (Slaughter Trail), regia di Irving Allen (1951)
- La regina dei desperados (Montana Belle), regia di Allan Dwan (1952)
- L'isola nel cielo (Island in the Sky), regia di William A. Wellman (1953)
- Il passo dei Comanches (Thunder Pass), regia di Frank McDonald (1954)
- Tempo di furore (Pete Kelly's Blues), regia di Jack Webb (1955)
- Il giro del mondo in ottanta giorni (Around the World in Eighty Days), regia di Michael Anderson (1956)
- Le avventure di Huck Finn (The Adventures of Huckleberry Finn), regia di Michael Curtiz (1960)
- Cavalcarono insieme (Two Rode Together), regia di John Ford (1961)
- L'uomo che uccise Liberty Valance (The Man Who Shot Liberty Valance), regia di John Ford (1962)
- La conquista del West (How the West Was Won), regia di John Ford (1962)
- Questo pazzo, pazzo, pazzo, pazzo mondo (It's a Mad Mad Mad Mad World), regia di Stanley Kramer (1963)
- La zebra in cucina (Zebra in the Kitchen), regia di Ivan Tors (1965)
- La donna del West (The Ballad of Josie), regia di Andrew V. McLaglen (1967)
- Il caso Myra Breckinridge (Myra Breckinridge), regia di Michael Sarne (1970)
- Robin Hood, regia di Wolfgang Reitherman (1973) - voce
- Pussy la balena buona (A Whale of a Tale), regia di Ewing Miles Brown (1976)

### Televisione
- Wild Bill Hickok (The Adventures of Wild Bill Hickok) – serie TV, 112 episodi (1951-1958)
- Ai confini della realtà (The Twilight Zone) – serie TV, episodio 3x30 (1962)
- General Electric Theater – serie TV, episodio 10x22 (1962)
- La legge di Burke (Burke's Law) – serie TV, episodio 1x17 (1964)
- Io e i miei tre figli (My Three Sons) – serie TV, episodio 5x28 (1965)
- The Rounders – serie TV, episodio 1x12 (1966)
- Il virginiano (The Virginian) – serie TV, 2 episodi (1967-1971)
- Bonanza – serie TV, episodio 9x16 (1968)

## Doppiatori italiani
Nelle edizioni italiane dei suoi film, Andy Devine è stato doppiato da:
- Carlo Romano in Ombre rosse, L'ammaliatrice, I conquistatori, Alì Babà e i 40 ladroni, La vergine di Tripoli, La donna del West
- Vinicio Sofia in Giulietta e Romeo, L'incendio di Chicago, Zona torrida, La conquista del West, L'uomo che uccise Liberty Valance
- Michele Malaspina in Le avventure di Huck Finn
- Mario Pisu in Tempo di furore

Da doppiatore è stato sostituito da:
- Manlio De Angelis in Robin Hood